# Sadler-Report

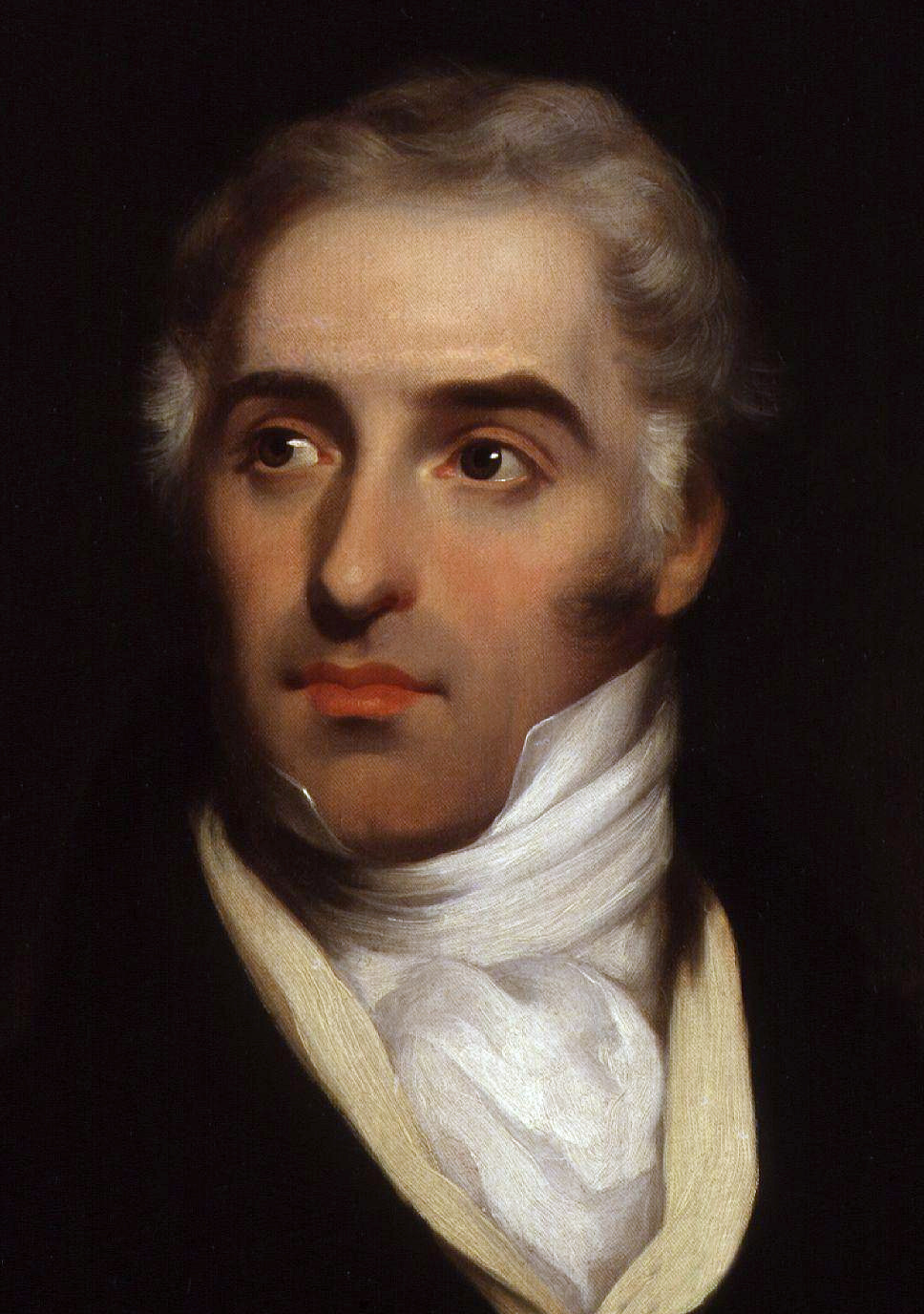
Michael Thomas Sadler

Beim Sadler-Report handelt es sich um einen spektakulären Bericht des Tory-Abgeordneten Michael Thomas Sadler (1780–1835) aus dem Jahr 1832 über die Zustände während der Industriellen Revolution in Großbritannien. Sadler versuchte mit besonders grausigen Schilderungen ein Zehn-Stunden-Gesetz für Kinderarbeit durchsetzen.
Friedrich Engels schrieb über den Bericht:

„Sadler ließ sich durch seine edle Leidenschaft zu den schiefsten und unrichtigsten Behauptungen verleiten, er lockte schon durch die Art seiner Fragen den Zeugen Antworten ab, die zwar Wahres, aber in verkehrter, schiefer Form enthielten.“